# Damián García
Sergio Damián García Graña (Canelones, 15 luglio 2003) è un calciatore uruguaiano, centrocampista dello Shabab Al-Ahli.

## Carriera

### Club
Cresciuto nel vivaio del Peñarol, esordisce in prima squadra il 5 marzo 2023 in campionato contro il Dep. Maldonado. Il 2 giugno 2024 realizza la sua prima rete da professionista, segnando il gol del definitivo 1-0 contro il Fénix.

### Nazionale
Nel gennaio del 2023 viene incluso da Marcelo Broli nella rosa della nazionale Under-20 uruguaiana partecipante al campionato sudamericano di categoria in Colombia. Debutta contro il Cile segnando una rete al minuto 39. Il percorso si conlcude con il secondo posto nel girone alle spalle del Brasile.
L'8 maggio 2023 viene convocato per il Mondiale di categoria in Argentina. Esordisce nella partita inaugurale della fase a gironi, giocando da titolare il match contro l'Iraq. Il percorso si è concluso con la vittoria dell'Uruguay, al suo primo titolo mondiale.

## Statistiche

### Presenze e reti nei club
Statistiche aggiornate al 31 ottobre 2024.
| Stagione        | Squadra         | Campionato      | Campionato | Campionato | Coppe nazionali | Coppe nazionali | Coppe nazionali | Coppe continentali | Coppe continentali | Coppe continentali | Altre coppe | Altre coppe | Altre coppe | Totale | Totale |
| Stagione        | Squadra         | Comp            | Pres       | Reti       | Comp            | Pres            | Reti            | Comp               | Pres               | Reti               | Comp        | Pres        | Reti        | Pres   | Reti   |
| --------------- | --------------- | --------------- | ---------- | ---------- | --------------- | --------------- | --------------- | ------------------ | ------------------ | ------------------ | ----------- | ----------- | ----------- | ------ | ------ |
| 2023            | Peñarol         | PD              | 21         | 0          | CU              | 3               | 0               | CS                 | 3                  | 0                  | -           | -           | -           | 27     | 0      |
| 2024            | Peñarol         | PD              | 26         | 1          | CU              | -               | -               | CL                 | 12                 | 0                  | -           | -           | -           | 38     | 1      |
| Totale carriera | Totale carriera | Totale carriera | 47         | 1          |                 | 3               | 0               |                    | 15                 | 0                  |             | -           | -           | 65     | 1      |

### Cronologia presenze e reti in nazionale
| Cronologia completa delle presenze e delle reti in nazionale ― Uruguay under 20 | Cronologia completa delle presenze e delle reti in nazionale ― Uruguay under 20 | Cronologia completa delle presenze e delle reti in nazionale ― Uruguay under 20 | Cronologia completa delle presenze e delle reti in nazionale ― Uruguay under 20 | Cronologia completa delle presenze e delle reti in nazionale ― Uruguay under 20 | Cronologia completa delle presenze e delle reti in nazionale ― Uruguay under 20 | Cronologia completa delle presenze e delle reti in nazionale ― Uruguay under 20 | Cronologia completa delle presenze e delle reti in nazionale ― Uruguay under 20 |
| Data                                                                            | Città                                                                           | In casa                                                                         | Risultato                                                                       | Ospiti                                                                          | Competizione                                                                    | Reti                                                                            | Note                                                                            |
| ------------------------------------------------------------------------------- | ------------------------------------------------------------------------------- | ------------------------------------------------------------------------------- | ------------------------------------------------------------------------------- | ------------------------------------------------------------------------------- | ------------------------------------------------------------------------------- | ------------------------------------------------------------------------------- | ------------------------------------------------------------------------------- |
| 22-1-2023                                                                       | Palmira                                                                         | Cile under 20                                                                   | 0 – 3                                                                           | Uruguay under 20                                                                | Sudamericano Under-20 2023 - 1º turno                                           | 1                                                                               | 69’                                                                             |
| 24-1-2023                                                                       | Palmira                                                                         | Uruguay under 20                                                                | 3 – 0                                                                           | Venezuela under 20                                                              | Sudamericano Under-20 2023 - 1º turno                                           | -                                                                               | 51’                                                                             |
| 26-1-2023                                                                       | Palmira                                                                         | Uruguay under 20                                                                | 4 – 1                                                                           | Bolivia under 20                                                                | Sudamericano Under-20 2023 - 1º turno                                           | -                                                                               | 62’                                                                             |
| 1-2-2023                                                                        | Bogotà                                                                          | Uruguay under 20                                                                | 1 – 0                                                                           | Colombia under 20                                                               | Sudamericano Under-20 2023 - 2º turno                                           | -                                                                               |                                                                                 |
| 3-2-2023                                                                        | Bogotà                                                                          | Uruguay under 20                                                                | 2 – 1                                                                           | Ecuador under 20                                                                | Sudamericano Under-20 2023 - 2º turno                                           | -                                                                               | 56’                                                                             |
| 6-2-2023                                                                        | Bogotà                                                                          | Venezuela under 20                                                              | 1 – 4                                                                           | Uruguay under 20                                                                | Sudamericano Under-20 2023 - 2º turno                                           | -                                                                               | 60’                                                                             |
| 9-2-2023                                                                        | Bogotà                                                                          | Uruguay under 20                                                                | 1 – 0                                                                           | Paraguay under 20                                                               | Sudamericano Under-20 2023 - 2º turno                                           | -                                                                               | 65’                                                                             |
| 13-2-2023                                                                       | Bogotà                                                                          | Brasile under 20                                                                | 2 – 0                                                                           | Uruguay under 20                                                                | Sudamericano Under-20 2023 - 2º turno                                           | -                                                                               | 88’                                                                             |
| 22-5-2023                                                                       | La Plata                                                                        | Uruguay under 20                                                                | 4 – 0                                                                           | Iraq under 20                                                                   | Mondiali Under-20 2023 - Fase a gironi                                          | -                                                                               | 87’                                                                             |
| 25-5-2023                                                                       | La Plata                                                                        | Uruguay under 20                                                                | 2 – 3                                                                           | Inghilterra under 20                                                            | Mondiali Under-20 2023 - Fase a gironi                                          | -                                                                               | 78’                                                                             |
| 28-5-2023                                                                       | Mendoza                                                                         | Tunisia under 20                                                                | 0 – 1                                                                           | Uruguay under 20                                                                | Mondiali Under-20 2023 - Fase a gironi                                          | -                                                                               |                                                                                 |
| 1-6-2023                                                                        | Santiago del Estero                                                             | Gambia under 20                                                                 | 0 – 1                                                                           | Uruguay under 20                                                                | Mondiali Under-20 2023 - Ottavi di finale                                       | -                                                                               | 38’ 62’                                                                         |
| 4-6-2023                                                                        | Santiago del Estero                                                             | Stati Uniti under 20                                                            | 0 – 2                                                                           | Uruguay under 20                                                                | Mondiali Under-20 2023 - Quarti di finale                                       | -                                                                               | 69’                                                                             |
| 8-6-2023                                                                        | La Plata                                                                        | Uruguay under 20                                                                | 1 – 0                                                                           | Israele under 20                                                                | Mondiali Under-20 2023 - Semifinale                                             | -                                                                               | 90+4’                                                                           |
| 11-6-2023                                                                       | La Plata                                                                        | Uruguay under 20                                                                | 1 – 0                                                                           | Italia under 20                                                                 | Mondiali Under-20 2023 - Finale                                                 | -                                                                               |                                                                                 |
| Totale                                                                          |                                                                                 | Presenze                                                                        | 15                                                                              |                                                                                 | Reti                                                                            | 1                                                                               |                                                                                 |

## Palmarès

### Club

#### Competizioni giovanili
- Coppa Libertadores Under-20: 1

Peñarol: 2022

#### Competizioni nazionali
- Campionato uruguaiano: 1

Peñarol: 2024

### Nazionale
- Campionato mondiale Under-20: 1

Argentina 2023